# Florida (Costa Rica)
Florida es un distrito del cantón de Siquirres, en la provincia de Limón, de Costa Rica.

## Historia
Florida fue creado el 19 de septiembre de 1911 por medio de Ley 11.

## Geografía
Florida cuenta con un área de 81,93 km² y una altitud media de 160 m s. n. m.

## Demografía
Para el año 2022, Florida cuenta con una población estimada de 2382 habitantes, y para el último censo efectuado, en 2011, Florida contaba con una población de 2184 habitantes.

## Localidades
- Barrios: El Alto, Barrio Loma Santa.
- Poblados: Alto Gracias a Dios, Alto Laurelar, Altos de Pascua, Bonilla Abajo, Casorla, Chonta, Destierro, Fourth Cliff, Huecos, Lomas, Llano, Pascua, Roca, Rubí, San Antonio, Tunel Camp, el Manu, calle nubes, calle Francia y calle fuentes.

## Transporte

### Carreteras
Al distrito lo atraviesan las siguientes rutas nacionales de carretera:
- Ruta nacional 415